# Irynej Bilyk

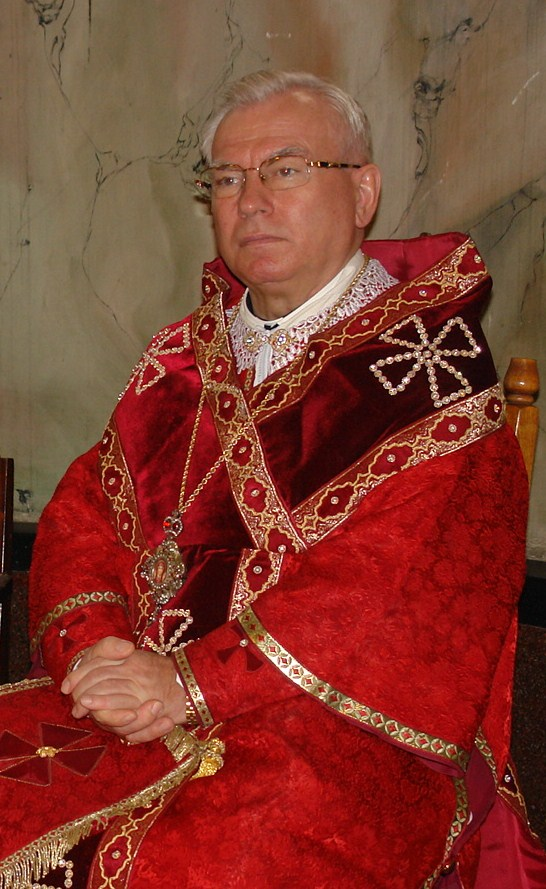

Irynej Bilyk OSBM (* 2. Januar 1950 in Knjaschpil, Oblast Lwiw, Ukrainische SSR) war Bischof von Butschatsch in der Ukraine und ist seit 2007 Kanoniker in der Papstbasilika Santa Maria Maggiore.

## Leben
Irynej Bilyk trat im Oktober 1967 der Ordensgemeinschaft der Basilianer des hl. Josaphat bei, legte die Profess am 13. Oktober 1978 und empfing einen Tag später die Priesterweihe. 
Der Weihbischof in Iwano-Frankiwsk, Sofron Dmyterko OSBM, spendete ihm am 15. August 1989  die Bischofsweihe; Mitkonsekratoren waren Ivan Semedi, Bischof von Mukatschewo, und Ivan Margitytsch, Weihbischof in Mukatschewo.
Papst Johannes Paul II. ernannte ihn am 16. Januar 1991 zum Weihbischof in Iwano-Frankiwsk und Titularbischof von Novae. Am 21. Juli 2000 wurde er zum ersten Bischof von Butschatsch ernannt. Von seinem Amt trat er am 28. Juli 2007 zurück und wurde gleichzeitig von Papst Benedikt XVI. zum Kanoniker in die Papstbasilika "Santa Maria Maggiore" nach Rom berufen.